# Кузнечик (тренажёр)

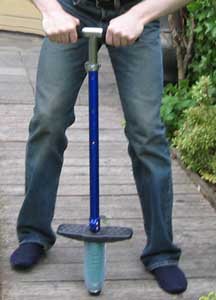
Пого-стик

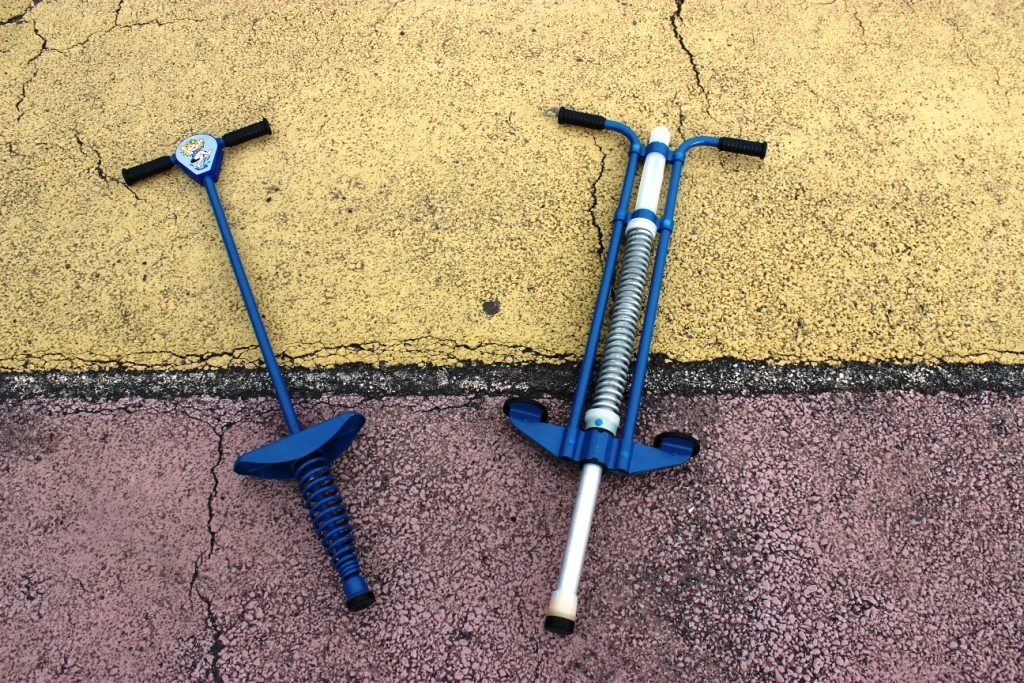
Тренажёры «Кузнечик» российского производства

Принцип действия

Кузнечик или Пого-стик (англ. Pogo stick) — устройство для совершения прыжков, состоящее из пружины, ручки, педалей и основной платформы. Человек надавливает ногами на пружину, и она придаёт ему обратный импульс. В англоязычных странах известен как Pogo stick. Существует несколько версий происхождения этого названия. Согласно наиболее популярной версии, pogo — это акроним, образованный именами немецких изобретателей Max Pohlig и Ernst Gottschall, запатентовавших устройство в 1920 году. Существуют и другие версии.

## Соревнования

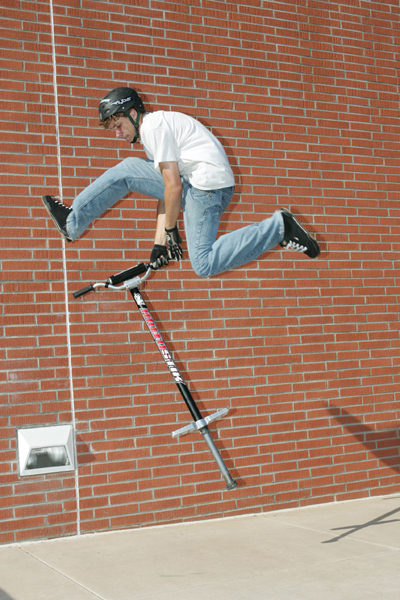
Трюк Under Leg Barspin (ULBS). Трюки на пого-стике очень похожи на трюки на самокате

Pogopalooza — это чемпионат мира по pogo stick.
За последние десять лет в Америке погинг получил известность, и становится всё ближе к городским и экстремальным видам спорта.
Примерно 10 лет назад[когда?] Dave Armstrong создал небольшой сайт, посвящённый погингу. Вскоре это переросло в небольшое интернет-сообщество, состоящее из горстки погеров из разных городов Америки. 
Как только в 2004 году появился флайбар, Погинг превратился из «детской забавы» в экстремальный вид спорта. Именно тогда появилась и прошла Pogopalooza 1.
На соревновании погеры соревнуются в 4 номинациях: Big Air, Tech, Best Trick, и High Jump
- Pogopalooza 1 была проведена в 2004 году в Линкольне, Небраска.
- Pogopalooza 2 была проведена в 2005 году в Чикаго, Иллинойс.
- Pogopalooza 3 была проведена в 2006 году в Олбани, Нью-Йорк.
- Pogopalooza 4 была проведена в 2007 году в Хантингтон-Бич, Калифорния. Фред Гржибовски побил мировой рекорд в прыжках в высоту, перепрыгнув на флайбаре 7 футов 6 дюймов — 2,28 метра.
- Pogopalooza 5 была проведена в 2008 году в Парке Buena, Калифорния. Ещё тогда 15-летний Даниэль Мэхоуни (Daniel Mahoney) побил мировой рекорд в прыжках в высоту, перепрыгнув на вуртего 7 футов 7 дюймов — 2,31 метра.
- Pogopalooza 6 была проведена в 2009 в Площади Schenley, Окленд (Питсбург). В соревновании по фристайлу (big air) 1 место занял Биф Хатчистон. Даниэль Мэхоуни побил свой собственный рекорд, подпрыгнув на 8 футов 5 дюймов — 2,57 метра.

Больше всего скачков за минуту — 221 и наименьшее количество скачков в минуту —  41.
- Pogopalooza 7 была проведена в Солт Лэйк Сити, Юта 21 августа 2010. В номинации по Big Air 1 место занял Фред Гржибовски. По прыжкам в высоту Даниэль Мэхоуни снова побил свой собственный рекорд, подпрыгнув на 9 футов 6 дюймов — 2,89 метра.

В номинации Tech 1 место занял Ирл Пот (Earl Pote). Больше всего скачков за минуту — 240.
В основном погинг приобрёл международное внимание на протяжении последних 4-5 лет в таких передачах, как: The Tonight Show with Jay Leno, America’s Got Talent, The Late Show with David Letterman, The Today Show, VH1, Sports Nation on ESPN, The Ellen DeGeneres Show, The Gong Show, The History Channel.